# 小林英夫 (経済学者)
小林 英夫（こばやし ひでお、1943年8月24日 - ）は、日本の歴史学者・経済学者。早稲田大学自動車部品産業研究所顧問、早稲田大学大学院アジア太平洋研究科名誉教授。専門は東アジア経済論および植民地経済史の研究。

## 略歴
東京生まれ。1966年東京都立大学経済学部卒業。1971年東京都立大学大学院社会科学研究科博士課程修了後、同経済学部助手。1973年駒澤大学経済学部教授（-1997年）。1978年 文学博士（東京都立大学）。1997年早稲田大学大学院アジア太平洋研究科教授、2014年定年退職。

## 業績
第二次世界大戦以前における帝国日本の東アジア支配の研究や、近現代日本の社会経済史で戦後の日本の経済発展の研究をしている。近年は満州国・満鉄・満鉄調査部に関する著作が多い。

## 剽窃疑惑について

### 原朗と係争中の裁判
原朗によって「盗用、剽窃」を行ったと批判されている。小林は、これを名誉毀損であるとして2013年6月に裁判を起こし、2019年1月の一審・東京地裁判決で勝訴した。原は同年同月に控訴したが、東京高裁は「歴史的事実の記載であって、同じ事実を他者が記述したからといって直ちにこれを剽窃であるということはできない」として原の控訴は棄却されている。しかし、その後、原は上告し関係文書を11月26日に最高裁に提出したものの、2020年6月15日に最高裁は上告を棄却し小林の勝訴が認められた。
ただし小林が所属する早稲田大学は、2020年2月25日付の「アジア太平洋研究科における研究不正事案（盗用）に関する調査報告書」によって小林の盗作を認めている。

## 著書

### 単著
- 『「大東亜共栄圏」の形成と崩壊』（御茶の水書房、1975年／増補版：2006年 ISBN 4275004205）
- 『戦後日本資本主義と「東アジア経済圏」』御茶の水書房、1983年
- 『昭和ファシストの群像』校倉書房、1984年
- 『玉砕の島 繁栄の島――アジア・太平洋現代史を歩く』有斐閣、1985年
- 『大東亜共栄圏』岩波ブックレット、1988年
- 『東南アジアの日系企業』日本評論社、1992年
- 『日本軍政下のアジア――「大東亜共栄圏」と軍票』岩波新書、1993年
- 『「日本株式会社」を創った男――宮崎正義の生涯』小学館、1995年
- 『超官僚――日本株式会社をグランドデザインした男たち』徳間書店、1995年）
- 『満鉄――「知の集団」の誕生と死』吉川弘文館、1996年
- 『日本のアジア侵略』山川出版社［世界史リブレット］、1998年
- 『日本企業のアジア展開――アジア通貨危機の歴史的背景』日本経済評論社、2000年
- 『戦後アジアと日本企業』岩波新書、2001年
- 『日中戦争と汪兆銘』吉川弘文館、2003年
- 『産業空洞化の克服 産業転換期の日本とアジア』中公新書、2003年
- 『帝国日本と総力戦体制――戦前・戦後の連続とアジア』有志舎、2004年
- 『日本の自動車・部品産業と中国戦略――勝ち組を目指すシナリオ』工業調査会、2004年
- 『満鉄調査部――「元祖シンクタンク」の誕生と崩壊』平凡社新書、2005年
- 『満州と自民党』新潮新書、2005年
- 『満鉄調査部の軌跡――1907-1945』（藤原書店、2006年）
- 『「昭和」をつくった男――石原莞爾、北一輝、そして岸信介』（ビジネス社、2006年）
- 『日中戦争――殲滅戦から消耗戦へ』（講談社現代新書、2007年）
- 『BRICsの底力』（ちくま新書、2008年）
- 『〈満洲〉の歴史』（講談社現代新書、2008年)
- 『ノモンハン事件 機密文書 「検閲月報」が明かす虚実』 (平凡社新書、2009年）
- 『アジア自動車市場の変化と日本企業の課題』（社会評論社、2010年）
- 『日本近現代史を読み直す』（新人物往来社、2010年）

### 編著
- 『植民地への企業進出――朝鮮会社令の分析』（柏書房、1994年）
- 『近代日本と満鉄』（吉川弘文館、2000年 ISBN 4642036946）
- 『北朝鮮と東北アジアの国際新秩序』（学文社、2001年）
- 『現代アジアのフロンティア――グローバル化のなかで』（社会評論社、2004年）

### 共著
- （米倉誠一郎・岡崎哲二・NHK取材班）『「日本株式会社」の昭和史――官僚支配の構造』（創元社、1995年）
- （柴田善雅）『日本軍政下の香港』（社会評論社、1996年）
- （福井紳一）『満鉄調査部事件の真相――新発見史料が語る「知の集団」の見果てぬ夢』（小学館、2004年 ISBN 4096260762）
- （林道生）『日中戦争史論――汪精衛政権と中国占領地』（御茶の水書房、2005年）
- （大野陽男）『グローバル変革に向けた日本の自動車部品産業』（工業調査会、2005年）
- (李光宰)『世界を疾走する韓国経済の裏側 ~パナソニック、ソニーはなぜサムスンに追い越されたのか』（ビジネス社、2012年）

### 共編著
- （浅田喬二）『日本帝国主義の満州支配――十五年戦争期を中心に』（時潮社、1986年）
- （相田利雄）『成長するアジアと日本産業』（大月書店、1991年）
- （林倬史）『アセアン諸国の工業化と外国企業』（中央経済社、1993年）
- （浅田喬二・三谷太一郎・大江志乃夫・小林英夫・高崎宗司・若林正丈・川村湊）『岩波講座近代日本と植民地（全8巻）』（岩波書店、1993年）[8]
- （中村政則・高村直助）『戦時華中の物資動員と軍票』（多賀出版、1994年）
- （ピーター・ドウス）『帝国という幻想――「大東亜共栄圏」の思想と現実』（青木書店, 1998年）
- （丸山惠也・佐護譽）『アジア経済圏と国際分業の進展』（ミネルヴァ書房、1999年）
- （竹野忠弘）『東アジア自動車部品産業のグローバル連携』（文眞堂、2005年）
- （張志強）『検閲された手紙が語る満洲国の実態』（小学館、2006年 ISBN 4096260770）
- （石井知章・米谷匡史） 『一九三〇年代のアジア社会論 - 「東亜協同体」論を中心とする言説空間の諸相』（社会評論社、2010年 ISBN 9784784505906）

### 編纂史料
- 『七三一細菌戦部隊・中国新資料』（児島俊郎共編、不二出版、1995年）
- 『満鉄経済調査会と南郷龍音――満洲国通貨金融政策史料』（加藤聖文・南郷みどり共編、社会評論社、2004年）

### 訳書
- グラント・K・グッドマン『アメリカの日本・元年 1945-1946』（大月書店、1986年）